# Albert Bitter
Pour les articles homonymes, voir Bitter.
Albert Bitter (né le 15 août 1848 à Melle et mort le 19 décembre 1926 dans la même ville) est un prêtre allemand du diocèse d'Osnabrück qui travaille pendant trente ans comme évêque catholique romain en Suède protestante. En raison de ses mérites, il est nommé archevêque. Du 9 octobre 1922 jusqu'à sa mort, il est archevêque titulaire de Soltania (de).

## Biographie
Albert Bitter est le fils du docteur Johann Heinrich Bitter et de sa femme de Melle. Son père est médecin militaire secret et médecin de district et reçoit la citoyenneté d'honneur de Melle en 1876 pour ses services au secteur de la santé. Albert Bitter étudie à l'école élémentaire catholique de Melle et le lycée Carolinum d'Osnabrück (de). Il étudie la théologie à Münster et à Wurtzbourg. En tant qu'étudiant, il est membre des fraternités étudiantes catholiques KStV Germania Münster (de) et KStV Walhalla Würzburg (de), toutes deux dans le KV (de).
En 1874, il est ordonné prêtre par l'évêque d'Osnabrück, Johannes Heinrich Beckmann (de), dans la cathédrale d'Osnabrück. Peu de temps après, Bitter se rend à Stockholm comme aumônier pendant un an et administre la station missionnaire catholique de Göteborg pendant dix ans.
En 1885, il est pasteur à Ludwigslust (Mecklembourg-Schwerin) pendant huit mois jusqu'à ce que le pape Léon XIII le nomme vicaire apostolique en Suède et en Norvège et évêque titulaire de Doliché (de). Le 24 septembre 1893, l'évêque d'Osnabrück, Bernhard Höting (de), le consacre évêque.
Le 25 mars 1903, la sainte Marie-Élisabeth Hesselblad (1870–1957), originaire de Suède, est confirmée à Rome par lui.
Pendant la période où Mgr Bitter est évêque en Suède, le nombre de catholiques est passé de 1100 à presque 4000, dispersés dans le royaume. L'évêque voyage donc beaucoup. C'est sous son mandat qu'est construite à Stockholm la cathédrale catholique, qui est dédiée au roi de Suède et à saint Éric. Pendant la Première Guerre mondiale, alors que les enfants allemands souffrent de la faim, il organise des séjours de repos pour plusieurs milliers d'entre eux en Suède. Il organise également l'échange de prisonniers de guerre allemands et autrichiens. En 1923, sa goutte est si avancée qu'il doit abandonner son poste d'évêque. Le pape Pie XI honora son travail pour l'Église catholique en l'élevant au rang d'archevêque à l'occasion de son départ à la retraite.

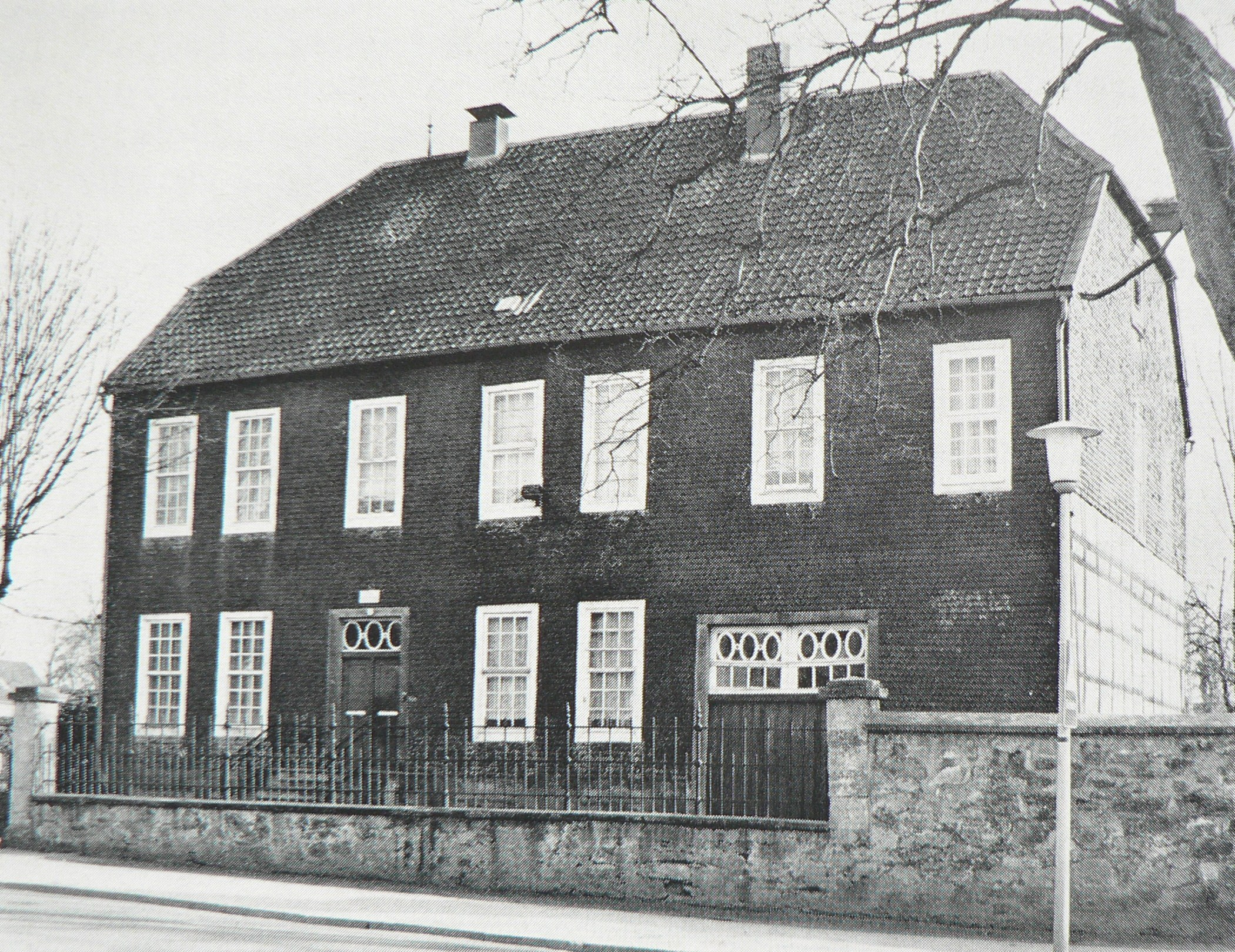
Maison de la famille Bitter à Melle

Bitter retourne dans sa ville natale de Melle et s'installe à nouveau dans la maison de ses parents dans la Grönenberger Straße. Son jubilé d'or sacerdotal est célébré deux fois en 1924, la première fois à Stockholm le 19 septembre et la seconde fois le 9 octobre dans sa paroisse natale de Melle, Saint-Matthieu (de). L'évêque d'Osnabrück Wilhelm Berning (de) prononce le sermon de fête.
Albert Bitter décède le 19 décembre 1926 dans la maison de ses parents à Melle. Le 23 décembre, il est enterré après un requiem pontifical au cimetière de Melle.
Une réplique de son anneau pontifical est exposée au musée du Grönegau (de), le musée de l'association locale de Melle, ainsi qu'une série de ses décorations et distinctions, dont l'ordre papal « Pro Ecclesia et Pontifice » et la Croix de l'Ordre de Malte.
La propriété familiale, la maison Bitter située dans la Grönenberger Straße à Melle, est démolie dans les années 1970. Sur le terrain se trouve aujourd'hui un grand complexe résidentiel. Une rue le long du complexe résidentiel est baptisée du nom de l'archevêque Bitter. Les descendants de la famille Bitter continuent à vivre sur place. Le neveu occupe le poste de chantre à Wellingholzhausen et le petit-neveu est le fondateur de l'école de musique de Melle.